# ムラサキザクラ
ムラサキザクラ(紫桜 Prunus lannesiana Wils. cv. Purpurea)はバラ科サクラ属の植物。サトザクラ群に属する園芸品種の桜。

## 特徴
花は4月中旬から下旬にかけて咲く。名のあらわすところであるように薄く紫がかった桜色をしている。花びらの端に行くほど色が濃い。蕾はより鮮やかな桃色である。花弁は五枚一重である。萼筒は長い鐘形をしている。花の大きさは3cm-4cm。
木としては亜高木であり、葉は楕円形で縁は細かくぎざぎざしている。花と同時期に新芽が開き、若葉も赤みの強い色に染まる。
この系統のうち花弁が十枚以上になった品種をヤエムラサキと呼んでいる。